# 髙柳大
髙柳 大（たかやなぎ まさる、1968年5月14日 - ） は、日本の化学技術者。味の素執行役常務バイオ・ファイン研究所長。日本学術会議会員。

## 人物・経歴
1996年東京工業大学（現東京科学大学）大学院修了、博士（理学）。同年味の素入社。新薬の研究開発や人事などに携わり、味の素研究管理部長、味の素バイオ・ファイン研究所評価・分析室長などを経て、2021年味の素理事／バイオ・ファイン研究所マテリアル＆テクノロジーソリューション研究所長。2023年日本学術会議会員。2024年味の素執行役常務／バイオ&ファインケミカル事業本部副事業本部長兼バイオ・ファイン研究所長兼川崎事業所長、川崎事業所消防協力会会長、川崎消防協会副会長。専門は化学、薬学。